# 호이바흐

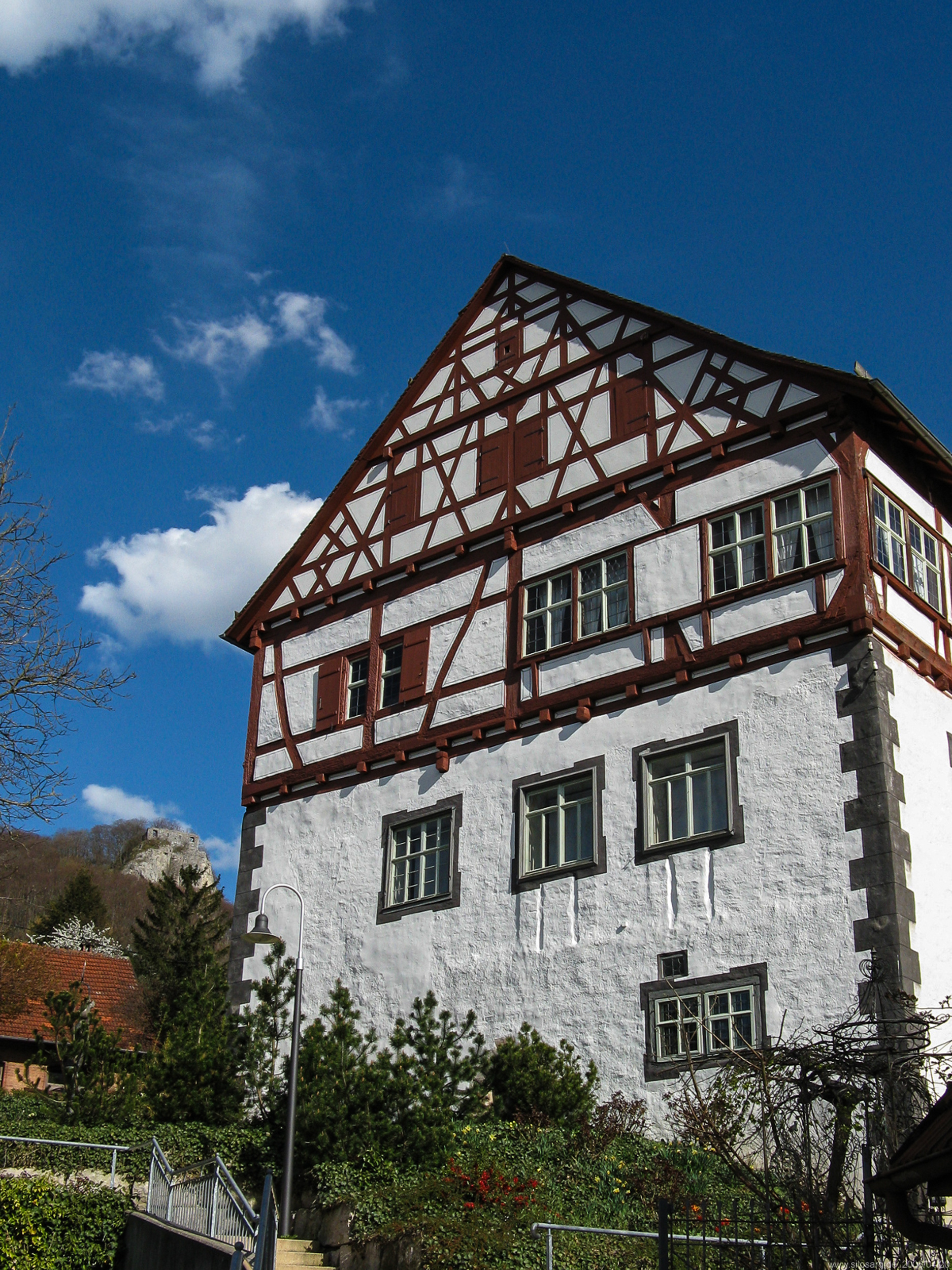
호이바흐 성

호이바흐(독일어: Heubach)는 독일 바덴뷔르템베르크주에 위치한 도시로 면적은 25.81km2, 높이는 466m, 인구는 9,744명(2015년 12월 31일 기준), 인구 밀도는 380명/km2이다.
행정 구역상으로는 슈투트가르트 현에 속한다. 속옷 제조, 판매 회사인 트라이엄프 인터내셔널이 설립된 곳이기도 하다.

시 문장